# 恋は盲目 (U2の曲)
「恋は盲目」（Love is Blindness)は『アクトン・ベイビー(Achtung Baby)』に収録されているU2の楽曲である。

## 概要
『Rattle and Hum』のセッションの時にボノがピアノで作った曲。シャンソン歌手のジャック・ブレルにインスパイアされ、ニーナ・シモンに贈るつもりで作ったのだが、皆で演奏してみた結果、自分たちの曲にすることにした。が、この段階では「十分にU2ぽくない」という理由でアルバムには収録されなかった。
『Achtung Baby』のレコーディングの際、再び持ち出され、プロダクションチームが、ボノもエッジも絶賛するうねるようなベース・パートを作り上げた。またドラム・パターンは「I Still Haven't Found What I'm Looking For」のそれのテンポを落としたものである。そしてエッジの泣きのギターが炸裂。レコーディングの際、ボノは「もっと弾けエッジ」とけしかけ、エッジはギターの弦が1本また1本と切れてもギターを掻き鳴らし続けたのだという。

## PV
- 監督：マット・マハーアン
- プロデューサー：トリッシュ・ゴヴォニィ
- エグゼクティブ・プロデューサー：ルイーズ・フェルドマン
- カメラ：マット・マハーアン
- 編集：マット・マハーアン
- 撮影日：1992年
- リリース日：1993年8月16日

「Numb」がヴィデオシングルとして発売された際、このPVが収録された。

## カバー
- カサンドラ・ウィルソン (1996) - 『New Moon Daughter』収録。
- Sixpence None the Richer (2004) - 『In the Name of Love: Artists United for Africa』収録。